# Tiago (Vorname)
Tiago (pt: [ti.ˈa.gu], pt-BR: [t͡ʃi.ˈa.gu]) ist ein männlicher Vorname.

## Herkunft und Bedeutung
→ Hauptartikel: Santiago
Beim Namen Tiago handelt es sich um eine Kurzform des spanischen Namens Santiago, der eine Verschmelzung von Sant'Iago darstellt.

## Verbreitung
In Portugal hat sich der Name Tiago unter den beliebtesten Jungennamen etabliert. Im Jahr 2018 belegte er Rang 22 in der Hitliste. In Brasilien ist der Name sehr populär und wurde vor allem in den 1970er Jahren vergeben. Zuletzt sank seine Popularität.
In Frankreich gelang dem Namen in den 2000er Jahren ein steiler Aufstieg in den Vornamenscharts. Im Jahr 2003 stieg er in die Top-500 ein, im Jahr 2009 erreichte er bereits die Top-100. Mit Rang 15 erreichte der Name seine bislang höchste Platzierung im Jahr 2019. Zuletzt belegte er Rang 36 (Stand 2021).
In Deutschland stieg der Name in den 2000er Jahren in den Vornamenscharts auf. Im Jahr 2021 belegte er Rang 293 der Hitliste. Dabei wurde bei rund 60 % der Namensträger die Schreibweise Tiago, bei etwa 40 % die Variante Thiago gewählt.

## Varianten
Neben Tiago existieren die Schreibweisen Thiago, Thyago und Tíago. Gebräuchliche Kurzformen sind Ti, Tiaguinho und Guinho.
Für weitere Varianten: siehe Santiago (Vorname)#Varianten

## Namensträger
- Tiago Apolónia (* 1986), portugiesischer Tischtennisspieler
- Tiago Bezerra (* 1987), brasilianischer Fußballspieler
- Tiago Cação (* 1998), portugiesischer Tennisspieler
- Tiago Cardoso Mendes (* 1981), kurz Tiago, portugiesischer Fußballspieler
- Tiago Calvano (* 1981), brasilianischer Fußballspieler
- Tiago Fernandes Cavalcanti (* 1984), brasilianischer Fußballspieler
- Tiago Chulapa (* 1988), brasilianischer Fußballspieler
- Tiago Çukur (* 2002), niederländisch-türkischer Fußballspieler
- Tiago Gerardo Cloin (1908–1975), niederländischer Ordensgeistlicher und Bischof von Barra
- Tiago Djaló (* 2000), portugiesischer Fußballspieler
- Tiago Fernandes (* 1993), brasilianischer Tennisspieler
- Tiago Ferreira (Fußballspieler, 1975) (* 1975), portugiesischer Fußballspieler
- Tiago Ferreira (Radsportler) (* 1988), portugiesischer Mountainbiker
- Tiago Ilori (* 1993), portugiesischer Fußballspieler britischer Herkunft
- Tiago Jorge Oliveira Lopes (* 1989), portugiesischer Fußballspieler
- Tiago Machado (* 1985), portugiesischer Radrennfahrer
- Tiago Martins (* 1980), portugiesischer Fußballschiedsrichter
- Tiago Luís Martins (* 1989), brasilianischer Fußballspieler
- Tiago Monteiro (* 1976), portugiesischer Automobilrennfahrer
- Tiago Pagnussat (* 1990), brasilianischer Fußballspieler
- Tiago Pereira (* 1993), portugiesischer Leichtathlet (Dreisprung und Hochsprung)
- Tiago Pinto (* 1988), portugiesischer Fußballspieler
- Tiago Postma (1932–2002), niederländischer Geistlicher und römisch-katholischer Bischof von Garanhuns
- Tiago Ribeiro (* 1992), Schweizer Fußballspieler
- Tiago Silva (* 1993), portugiesischer Fußballspieler
- Tiago Splitter (* 1985), brasilianischer Basketballspieler